# Гарип
Гарип (Галипада, тур. Garip Adasi) — небольшой остров в Эгейском море близ побережья Дикили в турецком иле Измир. Располагается в проливе Митилини к юго-востоку от греческого острова Лесбос.
В древности Гарип и соседние с ним острова были известны под именем Аргинусских (др.-греч.  Ἀργινοῦσαι, реже Ἀργινοῦσσαι). В ходе Пелопоннесской войны в сентябре 406 года до нашей эры при Аргинусских островах состоялась крупная морская битва между афинским и спартанским флотами. Афиняне, имевшие больше кораблей, одержали решительную победу, спартанский военачальник Калликратид погиб. Однако этот успех стал последним для Афин в войне.
В Средние века остров принадлежал Византии, а с её уничтожением в 1453 году перешёл к Османской империи. Согласно Лозаннскому мирному договору 1923 года остался в составе Турции.
В 2006 году остров был выставлен на продажу его владельцами. О желании приобрести Гарип заявляли греческие бизнесмены с острова Лесбос, считавшие остров подходящим местом для дайвинга, однако в 2010 году он был продан турецкой компании Fiyapı за 35 млн долларов. Компания планирует превратить остров в оздоровительный курорт и построить отель на 5000 мест.